# علیرضا نادری (پروانه‌شناس)
علیرضا نادری (زاده ۲۲ خرداد ۱۳۵۲ تهران؛ نمایهٔ ICZN: Naderi) حشره‌شناس ایرانی و پژوهشگر در زمینهٔ تنوع زیستی پروانه‌های ایران است.

## زندگی و فعالیت‌ها
علیرضا نادری از کودکی علاقه‌مند به طبیعت و موجودات زنده بوده، به طوری که اولین نمونه پروانهٔ خود را در سن ۹ سالگی جمع‌آوری نمود. وی تحصیلات خود را در مقطع کارشناسی در رشته مهندسی کشاورزی در دانشکده کشاورزی دانشگاه آزاد اسلامی (واحد کرج) به پایان رساند و از سال ۱۳۸۱ تاکنون مسئول بخش رده‌بندی بندپایان دفتر موزه تاریخ طبیعی و ذخایر ژنتیکی سازمان حفاظت محیط زیست کشور است. نادری، مؤلف سه عنوان کتاب و بیش از ۱۷ مقاله علمی در زمینه پروانه‌های ایران بوده و نخستین گزارش‌های کشوری برای ۱۹ گونه پروانه و یک گونه افعی را ارائه و در توصیف ۱۷ گونه و زیرگونهٔ جدید برای علم نیز همکاری داشته‌است. همچنین، وی کاشف عنکبوت گرگی آراگوگ بوده، که در سال ۲۰۱۷ توسط عنکبوت‌شناسان آنتون نادولنی و علیرضا زمانی توصیف و نام‌گذاری شد. در سال ۱۳۹۳، نادری موفق به دریافت جایزه پژوهشگر برتر محیط زیست از وزارت علوم، تحقیقات و فناوری شد، و کتاب وی، با عنوان «راهنمای میدانی پروانه‌های ایران» به عنوان یکی از آثار برگزیده در جشنواره کتاب سال محیط زیست معرفی شد. نادری، موفق به تهیه بزرگ‌ترین مجموعه علمی شخصی پروانه‌های ایران در جهان (به لحاظ تنوع گونه‌ای) با بیش از ۴۲۵ گونه (از مجموع ۴۳۵ گونه شناخته‌شدۀ در کشور) شد، و برای کشف و شناسایی پروانه‌های ایران بیش از ۵۰۰ سفر میدانی مطالعاتی به مناطق مخلف کشور داشته‌است.

## آرایه‌های معرفی‌شده برای علم
- Amata harandii de Freina & Naderi, 2008 (Erebidae)
- Anthocharis cardamines constibackii Back, Naderi & Karbalaye, 2009 (Pieridae)
- Anthocharis gruneri zamanii Naderi & Back, 2019 (Pieridae)
- Archon bostanchii de Freina & Naderi, 2003 (Papilionidae)
- Hesperia comma rutjani Tshikolovets & Naderi, 2014 (Hesperiidae)
- Hyponephele cyri latistigmoides Tshikolovets, Naderi & Eckweiler,2014 (Nymphalidae)
- Hyponephele shirazica aryana Carbonell & Naderi, 2004 (Nymphalidae)
- Melanargia evartianae sadjadii Carbonell & Naderi, 2006 (Nymphalidae)
- Melanargia grumi lorestanensis Carbonell & Naderi, 2007 (Nymphalidae)
- Melitaea semiconsulis Van Oorshot, Coutsis & Naderi, 2014 (Nymphalidae)
- Plebejus afshar tandurensis Carbonell & Naderi, 2002 (Lycaenidae)
- Plebejus callaghani (Carbonell & Naderi, 2007) (Lycaenidae)
- Polyommatus arasbarani (Carbonell & Naderi, 2000) (Lycaenidae)
- Polyommatus ciloicus alamuticus Naderi & ten Hagen, 2006 (Lycaenidae)
- Zygaena speciosa oseyii Hoffman & Naderi, 2014 (Zygaenidae)
- Zygaena tamara deilamica Hofmann & Naderi, 2014 (Zygaenidae)
- Zygaena sitzei mesopotamica Hofmann & Naderi, 2017 (Zygaenidae)

## آرایه‌های نام‌گذاری‌شده به افتخار ایشان
- Amata naderii de Freina, 2010 (Erebidae)
- Callophrys naderii ten Hagen, 2008 (Lycaenidae)
- Devade naderii Zamani & Marusik, 2017 (Dictynidae)

## گزیدهٔ انتشارات علمی

### کتاب‌ها
- نادری، علیرضا (۱۳۹۱). راهنمای میدانی پروانه‌های ایران. ایرانشناسی، ۲۷۲ صفحه.

- Thsikolovets, V. , Naderi, A. , Eckweiler, W. (2014). The Butterflies of Iran and Iraq. Pardubice: Tshikolovets, 440 pp.

### مقاله‌ها
- Naderi, A. , Back, W. (2019). Description of a new subspecies of Anthocharis gruneri Herrich-Schäffer,[1851], Anthocharis gruneri zamanii ssp. n. , from the Southeast of Iran, Kerman (Lepidoptera, Pieridae). Nachrichten des entomologischen Vereins Apollo 40: 46-48.
- Carbonell, F. , Naderi, A. (2000). Contribution à la connaissance du genre Agrodiaetus Hübner (1822), A. arasbarani nouvelle espèce dans le nord-ouest de l'Iran (Lepidoptera: Lycaenidae). Linneana Belgica 17(5): 218-220.
- de Ferina, J.J. , Naderi, A. (2003). Beschreibung einer neuen Unterart von Archon apollinaris (Staudinger, 1892) aus dem südwestlichen Zentral Zagros, bostanchii subspec. nov. , mit ergänzenden Angaben zur Gesamtverbreitung der Art (Lepidoptera, Papilionidae, Parnassiini). Atalanta (Marktleuthen) 34: 429-434.
- Naderi, A. , ten Hagen, W. (2006). Description of a new subspecies of Polyommatus ciloicus de Freina & Witt, 1983: alamuticus ssp. n. from North Iran (Alburz Mts.) (Lepidoptera: Lycaenidae). Nachrichten des entomologischen Vereins Apollo 27: 171-175
- de Ferina, J.J. , Naderi, A. (2008). Description of a new species in the genus Amata Fabricius, 1807 from Iran (Lepidoptera: Arctiidae, Syntominae, Syntomini). Nachrichten des entomologischen Vereins Apollo 29(3): 105-107.
- Carbonell, A. , Naderi, A. (2010). Plebeius callaghani n. sp. dans le nord de l'Iran (Lep. , Lycaenidae). Bulletin de la Société entomologique de France 112(1): 130.
- Rajabizadeh, M. , Nilson, G. , Kami, H.G. ,Naderi, A. (2011). Distribution of the subgenus Acridophaga Reuss, 1927(Serpentes: Viperidae) in Iran. Iranian Journal of Animal Biosystematics 7(1): 83-87.
- Hofmann, A. , Naderi, A. (2014). Contribution to the knowledge of the genus Zygaena Fabricius, 1775, in Iran (Lepidoptera, Zygaenidae). Part X: On two newly discovered Mesembrynus taxa from the western Alborz. Nota Lepidopterologica 37(2): 167-181.